# Philippe Berthelot
Philippe Joseph Louis Berthelot, född 9 oktober 1866 och död 22 november 1934, var en fransk diplomat, son till Marcellin Berthelot och bror till René Berthelot.
Berthelot anställdes 1904 vid franska utrikesministeriets politiska avdelning, och var 1920-21 och från 1925 generalsekreterare hos utrikesministern. Under de kritiska dagarna före krigsutbrottet 1914 var Berthelot den som i utrikesministern René Vivianis frånvaro den som fattade avgörandena. 1921 nödgades han ta avsked på grund av alltför självrådigt uppträdande vid ett bankfallisemang, ådömdes flera års suspension men återfick 1925 sin post i utrikesministeriet.
Under pseudonymen Lublin utgav han Louis Ménard et son oeuvre (1902).